# Stolperstein de Londres

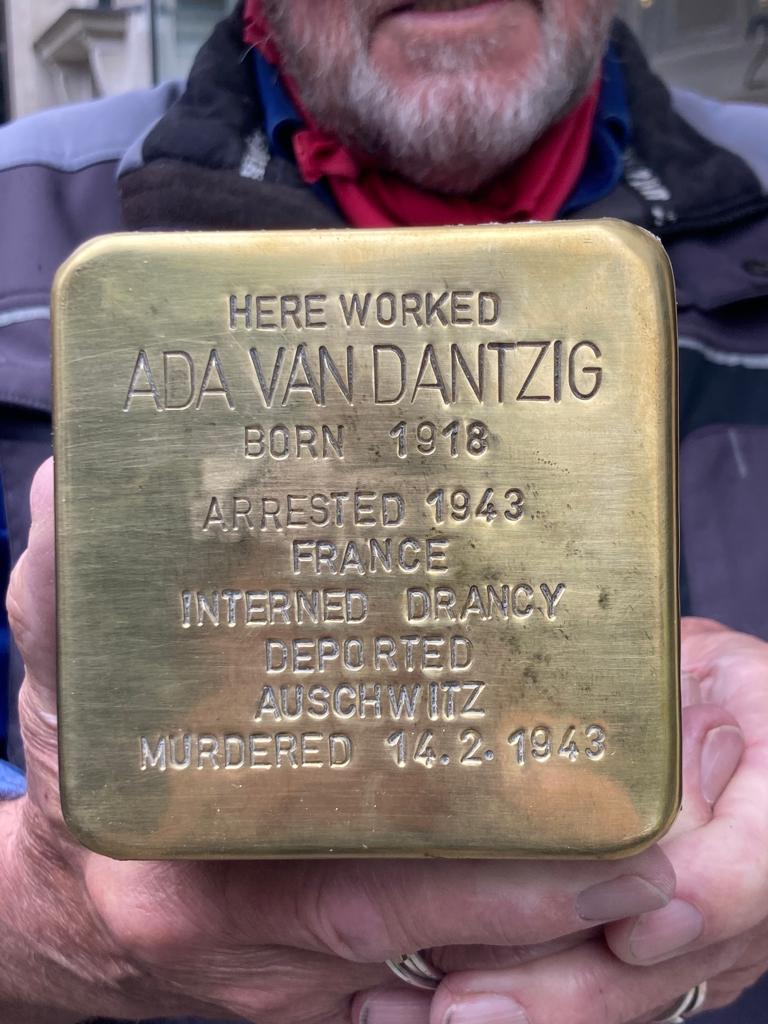
Gunter Demnig avec la première stolperstein de Londres.

La Stolperstein de Londres est à ce jour l'unique stolperstein au Royaume-Uni. Ce pavé commémoratif est un hommagge à Ada van Dantzig, une restauratrice de tableaux hollandaise. Les stolpersteine sont des objets commémoratifs scellés dans le sol par l'artiste de Cologne Gunter Demnig, et ce dans de nombreux pays d'Europe. Ils commémorent le sort des personnes assassinées, déportées, expulsées ou poussées au suicide par les nazis et sont généralement placés devant le dernier lieu de résidence de la victime.
Cette première stolperstein du Royaume-Uni a été posée par l'artiste lui-même le 30 mai 2022. Elle se trouve au 3 Golden Square (en) à Londres.

## Sort de la famille Van Dantzig
Ada van Dantzig, aussi appelée Anna, naquit à Rotterdam le 3 août 1918. Ses parents étaient le banquier David van Dantzig und Wilhelmina Jacoba van Dantzig-Catz. Elle avait 3 frères et sœurs : Paul Hermann (1921), Jenny Louise (1924) et Hugo Michel. Ada Van Dantzig devint restauratrice de tableaux et travailla à Londres à partir de 1934 dans l'atelier d'Helmut Ruhemann. Après le déclenchement de la guerre en 1939, contre l'avis de ses amis et collègures, elle retourna chez les siens à Rotterdam. L'ensemble de la famille tenta de fuir, mais en France, ils furent dénoncés ; Ada van Dantzig, sa sœur, son frère Paul et ses parents furent amenés au camp de Drancy puis déportés à Auschwitz le 11 février 1943 par le convoi 47. Ada van Dantzig, sa mère et sa sœur y sont assassinées le 14 février 1943, peu après l'arrivée du convoi.
Paul est assassiné en mars 1943, puis David, en octobre de la même année. Un autre frère, Hugo, avait fui avant les autres ; il sera interné dans un camp de prisonniers sous un faux nom en tant que soldat sud-africain, survivra et décèdera en 2009,,,,,

## Descriptif
Sur le pavé sont inscrits les mots :

Ici a travaillé

Ada Van Dantzig

née en 1918

arrêtée en 1943

en France

internée à Drancy

déportée à Auschwitz

assassinée le 14 février 1943